# احمد بهبهانی
شیخ احمد بهبهانی (۱۱۹۱–۱۲۳۵ق/ ۱۱۵۶–۱۱۹۸ش)، عالم شیعی قرن ۱۳ق، و یکی از چهره‌های برجسته خاندان آل آقا (نوادگان وحید بهبهانی) است. وی افزون بر مقام علمی و تألیفاتش، به دلیل سیر و سیاحتش در ایران، عراق و هند و بر جای نهادن خاطراتش، منزلت ویژه‌ای دارد. وی به سبب تولد در کرمانشاه به نام آقا احمد کرمانشاهی نیز شناخته‌شده‌است.

## ولادت و درگذشت
شیخ احمد بهبهانی، به نوشته خود در کتاب مرآت الاحوال که شرح‌حال خودنوشت اوست، در ۱۱۹۱ق در کرمانشاه به دنیا آمد. وی در ۱۲۳۵ق درگذشت و کنار مرقد پدرش در کرمانشاه به خاک سپرده شد.

## تحصیلات
از شش سالگی تحصیل عربی و فارسی و نیز متون فقهی را نزد پدرش آقا محمدعلی بهبهانی (متوفی ۱۲۱۶) و برادرش آقامحمد جعفر (متوفی ۱۲۵۹) آغاز کرد. در هفده سالگی مادرش را از دست داد و در بیست سالگی برای ادامه تحصیل عازم عتبات عالیات شد و در مسیر خود، با عالمان شهر کاظمین دیدار کرد و پس از سکونت در نجف و ازدواج، تحصیل خود را به سرعت ادامه داد.

## استادان
برخی از استادان وی در فقه عبارت بودند از:
1. ملامحمد اسماعیل عَقْدائی یزدی (متوفی ۱۲۴۰ق)
2. سید محمدمهدی طباطبائی سرسلسله خاندان بحرالعلوم (متوفی ۱۲۱۲ق)
3. شیخ جعفر نجفی (متوفی ۱۲۲۸ق)[۲]

وی همچنین، علاوه بر پدرش، از چند تن از عالمان برجسته روزگار خود اجازه علمی به دست آورد که متن آن‌ها را در مرآت درج کرده‌است، از جمله:
1. شیخ جعفر نجفی
2. می‌رسید علی طباطبائی
3. سید محسن اعرجی بغدادی
4. میرزاابوالقاسم قمی صاحب قوانین الاصول
5. اجازه ای نیز از آقا سیدمحمد مجاهد داشته که قسمتی از آن در اعیان الشیعه[۴] آمده است.

## سفر به شهرهای مختلف
آقااحمد در ۱۲۱۵ برای دیدار پدر به کرمانشاهان بازگشت. چند ماه پس از بازگشت وی، پدرش درگذشت و او برای مدتی در این شهر ماند. با شنیدن خبر حمله وهابی‌ها به کربلا در ۱۲۱۶، به عتبات رفت و پس از بازگرداندن خانواده‌اش به کرمانشاه، عازم قم شد. او در مدت شش ماه اقامت در این شهر، از محضر میرزاابوالقاسم قمی استفاده کرد و در ضمن به تدریس و تألیف پرداخت. پس از آن به شهرهای مختلفی از جمله بروجرد، نهاوند و بار دیگر به عتبات سفر کرد و در ۱۲۱۹ به مشهد مشرّف شد و سپس به عزم سفر به هندوستان به سوی بندرعباس و مسقط حرکت کرد و از آنجا راهی بمبئی شد. وی دربارهٔ شهرها و مناطقی که در هند دیده سخن گفته و اوضاع اقتصادی و سیاسی و اجتماعی و احیاناً مذهبی آن شهرها را شرح داده است آقا احمد در محرم ۱۲۲۵ در شهر عظیم آباد بوده و ضمن وصفِ «کیفیت عزاداری بی خردان آن بلده» از آخرین واقعه ای که یاد کرده، تولد فرزندش آقاعلی در عظیم آباد است. پس از آن وی به ایران بازگشته است. از این پس اطلاع دقیقی از زندگی وی وجود ندارد. به روایتی، آقا احمد در ۱۲۳۳ در عراق بوده و گویا پس از مدتی به ایران بازگشته‌است.

## تالیفات
مهمترین کتاب مؤلف، مرآت الاحوال است که نخستین بار، در ۱۳۷۰ ش، مجلد نخست آن و چندی بعد، متن کامل آن با تصحیح مجدد به چاپ رسید.
- بخش نخست کتاب، شرح حال خاندان علامه مجلسی و وحید بهبهانی است که در اصل شرح و بسط و تکمیل رساله ای است که میرزا حیدرعلی مجلسی در ۱۱۹۴ دربارهٔ خاندان مجلسی تألیف کرد.[۱۰]
- بخش دوم کتاب شرح حال خود مؤلف و به عبارتی سفرنامه اوست که در آن خاطرات تحصیل و سفر به شهرهای گوناگونِ ایران و عراق را آورده است. این بخش تا آغاز ورود مؤلف به بمبئی ادامه یافته‌است.
- بخش سوم کتاب شامل شرح سفر مؤلف از ورود به بمبئی و پس از آن سفر به دیگر شهرهای هند تا ۱۲۲۵ است.
- بخش پایانی کتاب، ضمن پرداختن به مطالبی چون تاریخ شاهان فرنگستان، دربارهٔ کشورهای اروپایی، آمریکایی و آفریقایی، و نیز چگونگی حکومت انگلیسیها و کمپانی هند شرقی در هند اطلاعاتی داده است.[۱۱]
- خاتمه کتاب نصایحی به ملوک و غیرملوک است که ضمن آن به برخی رخدادهای اواخر عصر صفوی و دوره نادری نیز اشاره شده‌است.[۱۲]

در مجموع، مرآت الاحوال حاوی شرح حال بسیاری از چهره‌های علمی، سیاسی و اجتماعی ایران و هند در دهه سوم قرن سیزدهم است و افزون بر آن، مشتمل بر دیدگاه‌های یک عالم شیعی در برخورد با دنیای جدید است.
آقااحمد فهرست هجده تألیف یا اثر در دست تألیف خود را در مرآت الاحوال آورده است. در مقدمه این کتاب و مکارم الآثار حبیب آبادی نیز آثار دیگری برای وی برشمرده شده‌است که احتمال می‌رود از برخی کتاب‌ها با چند عنوان یاد شده باشد:
1. محمودیّه، حاشیه ای بر صمدیّة شیخ بهائی که در پانزده سالگی نوشته است.[۱۶]
2. نورالانوار، در شرح بسمله.
3. الدرّر الغرویّة فی اصول الاحکام الالهیّة.
4. رسالة قوت لایموت و شرح آن با عنوان مخزن القوت.
5. ربیع الاَزهار؛ تاریخ ولادت و وفات سادات اطهار (ع).
6. تاریخ نیک و بد ایّام.
7. تاریخ بغلی یا تحفة الاخوان، در شرح احوال مشاهیر انبیا، خلفا، امامان و شرح غزوات امیرالمؤمنین (ع).
8. تنبیه الغافلین.
9. کشف الرّیب و المَین عن حکم صلاة الجمعة و العیدین.
10. کشف الشّبهة عن حکم المتعة.
11. تحفة المحبیّن، در اثبات خلافت امیرالمؤمنین و فضیلت اهل بیت(ع).
12. مناهج الاحکام فی القضاء و الشّهادات.
13. جدول در شکوک صلاة.
14. مناهج الفقه.
15. تفسیر قرآن مجید.
16. رسایلی در جواب مسائل فیض آباد، مرشدآباد و حیدرآباد دکن.
17. شروحی بر المختصر النّافع تألیف محقق حلی.
18. خلاصه الحساب شیخ بهائی و تفسیر بیضاوی.

مؤلف در مرآت الاحوال از ناقص بودن برخی از این آثار یاد کرده و روشن نیست که آن‌ها را تا چه اندازه تکمیل کرده‌است. آقابزرگ طهرانی از تألیفات وی، با اشاره به چگونگی آنها، یاد کرده‌است.